# Flickan som uppfann livet
Flickan som uppfann livet är en roman av Johanna Nilsson från 1999.

## Handling
Boken handlar om 14-åriga Fanny som överlever det svåra verkliga livet. Det omfattar bland annat konflikter inom familjen. Hon överlever genom att gå in i fantasivärldar. Fanny sparkar utåt i stället för inåt som strategi för att överleva en delvis självvald, men också påtvingad ensamhet, vilket är motsatsen till Hanna (i tidigare roman).